# Каптелова, Ирина Геннадьевна
Ирина Геннадьевна Каптелова (укр. Каптелова Ірина Геннадіївна; род. 1986) — украинская актриса, ставшая известной по ролям в китайских сериалах, адаптировав для китайских зрителей своё имя как Илиша. Владеет украинским, русским, английским и китайским языками.

## Биография
Родилась 3 июня 1986 года (37 года) в Днепропетровске УССР, ныне Украины.
Первоначально обучалась на факультете международной журналистики Днепропетровского национального университета, после окончания которого некоторое время работала телеведущей. Актёрскому мастерству училась у Виталия Малахова, народного артиста Украины, художественного руководителя и одновременно директора Киевского академического драматического театра на Подоле. В 2012 году Каптелова поступила на актёрское отделение ВГИКа, обучается на курсе В. А. Долгорукова.

## Творчество
Актёрским дебютом Ирины Каптеловой стала роль российской женщины-офицера в китайском сериале «Зимой не холодно» (кит. 冬天不冷), который был запрещён в Китае цензурой. После исполнения нескольких эпизодических ролей в разных сериалах, получила одну из главных ролей в телесериале «Моя Наташа», который стал широко известным и принёс Ирине популярность.
В 2012 году она получила награду «Лучшая иностранная актриса» на церемонии TV Drama Awards Made in China.
У 2013 году принимала участие в сериале про Юн Вина — первого китайского студента в США, выпускника Йельского университета, где сыграла Мэри Келлог (англ. Mary Louise Kellogg), американскую жену главного героя.

### Фильмография
На английском и китайском языках:
| Год  | Название фильма                            | Роль          |
| ---- | ------------------------------------------ | ------------- |
| 2008 | Winter is not cold 冬天不冷                | Soldier Doria |
| 2010 | The Hutou Fortress — Bacteria 虎头要塞细菌 | Shawa         |
| 2016 | Hot girl 辣妹                              | Аgent         |